# È già ieri
Pour plus de détails, voir Fiche technique et Distribution.
È già ieri est une comédie romantique fantastique italienne, espagnole et britannique réalisée par Giulio Manfredonia et sortie en 2004. Il s'agit du remake du film d'Harold Ramis sorti en 1993, Un jour sans fin.

## Synopsis
Un journaliste notoire, au tempérament insupportable travaille dans un programme de vulgarisation scientifique.Il est envoyé dans les îles Canaries pour observer les cigognes au sommet du Teide.

## Fiche technique
- Titre original : È già ieri
- Réalisation : Giulio Manfredonia
- Scénario : Danny Rubin, Harold Ramis, Valentina Capecci, Giulio Manfredonia, Andrés M. Koppel et Fabio Bonifacci
- Musique : Mario de Benito
- Photographie : Roberto Forza
- Montage : Roberto Martucci
- Décors :
- Costumes : Lia Francesca Morandini
- Production : Marco Chimenz, Giovanni Stabilini et Riccardo Tozzi
  - Producteur exécutif : Andrea Piazzesi
  - Coproducteur : Edmundo Gil, Terence S. Potter et Jacqueline Quella
- Sociétés de production : Cattleya, Flamenco Films et Stork Day UK Limited
- Société de distribution : Columbia Pictures
- Pays de production :  Italie,  Espagne et  Royaume-Uni
- Langue originale : italien et espagnol
- Format : couleur — 2,35:1
- Genre : Comédie romantique fantastique
- Durée : 99 minutes
- Dates de sortie :
  - Italie : 16 janvier 2004
  - Espagne : 15 avril 2005

## Distribution
- Antonio Albanese : Filippo Fontana
- Fabio De Luigi : Enrico
- Goya Toledo : Rita
- Asunción Balaguer : Rosa
- Pepón Nieto : Bob
- Beatriz Rico : Candela
- Esther Ortega : Marta
- Carlos Lucas : Carlos